# 邵羅輝
邵羅輝（1919年—1993年），本名邵守利，台湾电影导演。
邵曾在日本東京帝國影劇學校學習編導，1947年返台自組劇團，后因嚴重虧損而解散。1955年起，以「都馬歌仔戲劇團」為班底，拍攝了16釐米台語片《六才子西廂記》，成為台語片的先驅。1960年再次赴日本與大藏公司合作拍攝《試妻奇冤》、《東京之夜》等片，導演作品多以台灣或日本的民間故事為題材。

## 代表作
- 《雨夜花》(1956)
- 《薛仁貴征東》(1957)
- 《乞丐與藝妲》(1958)
- 《蛇郎君》(1959)
- 《舊情綿綿》(1962)
- 《雙雄大鬥雙假面》(1962)
- 《金銀天狗》(1962)
- 《流浪三兄妹》(1963)
- 《媽媽十一歲》(1964)